# Ayo Technology
Ayo Technology è il quarto singolo estratto dal terzo album di 50 Cent, Curtis.

## Descrizione
La rivista HipHopDX ha riportato la notizia che il titolo della canzone è stato cambiato per tre volte. Il primo titolo scelto è stato Ayo Pornography, in seguito Ayo Technology ed alla fine She Wants It (che è un verso del brano). Alla fine, il titolo della canzone è ritornato ad essere Ayo Technology. Nella canzone figura la partecipazione di Justin Timberlake e Timbaland, ma in molte occasioni Timbaland non è stato citato. Nel 2008, la canzone è stata nominata ad un Grammy Award come "migliore canzone rap".
Nel 2009 la canzone è stata oggetto di una cover da parte del cantante belga Milow che l'ha riarrangiata in chiave pop, lasciando solo una chitarra acustica a sostegno della sua voce.

## Video musicale
Il video musicale è stato trasmesso per la prima volta su BET il 2 agosto 2007, ed è stato girato a Londra. Nel video sia 50 Cent che Justin Timberlake interpretano il ruolo di due agenti segreti infiltrati. La stessa idea sarà poi ripresa nel video di Timberlake per SexyBack. Nel video compare anche il produttore Timbaland. La regia del video è stata affidata a Joseph Kahn.

## Tracce
CD-Maxi Interscope 06025 1746311 
1. Ayo Technology (Clean) - 4:10
2. Ayo Technology (Album) - 4:10
3. Ayo Technology (Instrumental) - 4:10
4. Ayo Technology (A cappella) - 3:40

CD-Single Interscope 06025 17463103 
1. Ayo Technology (Album Version) - 4:09
2. I Get Money (Straight To The Bank Pt. 2) - 3:45

## Classifiche
| Classifica(2007)                     | Posizione massima |
| ------------------------------------ | ----------------- |
| Australia                            | 10                |
| Canada                               | 12                |
| Danimarca                            | 7                 |
| Francia                              | 5                 |
| Germania                             | 3                 |
| Irlanda                              | 3                 |
| Italia                               | 30                |
| Norvegia                             | 7                 |
| Nuova Zelanda                        | 1                 |
| Paesi Bassi                          | 1                 |
| Regno Unito                          | 2                 |
| Repubblica Ceca                      | 9                 |
| Romania                              | 9                 |
| Svezia                               | 8                 |
| Svizzera                             | 2                 |
| U.S. Billboard Hot 100               | 5                 |
| U.S. Billboard Hot R&B/Hip-Hop Songs | 41                |
| U.S. Billboard Hot Rap Tracks        | 10                |
| U.S. Billboard Pop 100               | 7                 |

## Cover di Milow
Nel 2009 il cantante belga Milow ha realizzato una cover in versione acustica di Ayo Technology per l'album Milow, da cui è stata estratta come primo singolo. Il brano è diventato #1 nelle classifiche di molti paesi europei, come Belgio, Paesi Bassi e Svizzera.

### Video musicale
Il videoclip è stato diretto da Isaac E. Gozin e presentato in anteprima sui blog di Perez Hilton e di Kanye West il 13 settembre 2008. Nel video il cantante canta il brano, accompagnandosi alla chitarra, davanti ad una ragazza dorata che balla davanti a lui seminuda, in un ambiente completamente scuro. Quando l'illuminazione dell'ambiente aumenta, vengono rivelate altre ragazze intorno a lei, che verso la fine del video circondano il cantante, sdraiandolo a terra e ricoprendolo di miele.

### Tracce
CD-Single Homerun / Munich MRCDS 866 / EAN 8712604608668
1. Ayo Technology - 3:38

CD-Single Homerun 0602527012285 (UMG) / EAN 0602527012285
1. Ayo Technology - 3:35
2. Ayo Technology (Live In Amsterdam) - 7:42

### Classifiche
| Classifica(2009)  | Posizione massima |
| ----------------- | ----------------- |
| Austria           | 2                 |
| Belgio (Fiandre)  | 1                 |
| Belgio (Vallonia) | 5                 |
| Danimarca         | 1                 |
| Finlandia         | 14                |
| Francia           | 8                 |
| Italia            | 5                 |
| Paesi Bassi       | 1                 |
| Svezia            | 1                 |
| Svizzera          | 1                 |

## Cover di Katerine
Nel 2009 la cantante belga Katerine Avgoustakis, vincitrice nel 2005 del programma Star Academy, ha realizzato una cover in versione pop di Ayo Technology inclusa nella ristampa del suo secondo album Overdrive. La sua versione di Ayo Technology si è piazzata nei primi posti delle classifiche di Polonia e Bulgaria.
Per il brano è stato realizzato un videoclip interamente in bianco e nero.